# ATC kód M01
ATC kód M01 Antirevmatika a protizánětlivá léčiva je hlavní terapeutická skupina anatomické skupiny M. Muskuloskeletální systém.

## M01A Nesteroidní protizánětlivá a protirevmatická léčiva

### M01AB Deriváty kyseliny octové a příbuzná léčiva
M01AB01 Indometacin
M01AB05 Diklofenak

### M01AC Oxikamy
M01AC01 Piroxikam
M01AC05 Lornoxikam
M01AC06 Meloxikam

### M01AE Deriváty kyseliny propionové
M01AE01 Ibuprofen
M01AE02 Naproxen
M01AE03 Ketoprofen
M01AE11 Kyselina tiaprofenová
M01AE12 Oxaprozin
M01AE17 Dexketoprofen
M01AE51 Ibuprofen, kombinace

### M01AG Fenamáty
M01AG02 Kyselina tolfenamová

### M01AH Koxiby
M01AH01 Celecoxib
M01AH03 Valdecoxib
M01AH04 Parecoxib
M01AH05 Etorikoxib

### M01AX Jiná nesteroidní protizánětlivá a protirevmatická léčiva
M01AX01 Nabumeton
M01AX05 Glukosamin sulfat
M01AX17 Nimesulid
M01AX21 Diacerein
M01AX25 Chondroitin sulfát

## M01C Specifická antirevmatika

### M01CB Léčiva obsahujicí zlato
M01CB01 Aurothiomalát sodný

### M01CC Penicilamin a příbuzné látky
M01CC01 Penicilamin

## Poznámka
- Registrované léčivé přípravky na území České republiky.
- Informační zdroj: Státní ústav pro kontrolu léčiv, Všeobecná zdravotní pojišťovna.